# Escuela de Artes y Oficios de Pamplona
La Escuela de Arte y Superior de Diseño de Pamplona (EASD, como se denomina actual y oficialmente), originalmente la Escuela de Artes Aplicadas y Oficios Artísticos de Pamplona, más conocida como la Escuela de Artes y Oficios de Pamplona (denominación popular y común, aún hoy día), es una institución de enseñanza fundada el 20 de enero de 1873 por acuerdo de la Diputación Foral de Navarra y del Ayuntamiento de Pamplona.
Durante todos estos años ha tenido diferentes sedes: desde las llamadas "Escuelas Municipales de San Francisco", en la plaza del mismo nombre, situada en el Casco Antiguo de Pamplona, a la ubicación en el desaparecido edificio de la Alhóndiga junto al edificio del Vínculo (en las actuales calle Alhóndiga y Plaza del Vínculo), llegando a la actual sede en la calle Amaya número 27, en el Segundo Ensanche de Pamplona, compartiendo la manzana con el edificio de la antigua Colegio Público Blanca de Navarra, sede del Civivox Ensanche y colegio electoral habitual en períodos de votaciones. De su patio interior, por la calle Iturralde y Suit, sale cada 24 de diciembre la comitiva que acompaña al Olentzero.
Dentro del ámbito de Navarra existe también una escuela similar en la ciudad de Corella. Y en lo referente a Pamplona existe otro centro, Escuela Municipal de Artes y Oficios "Catalina de Oscáriz", donde igualmente se ofrece formación e imparten talleres de pintura y otras materias artísticas.

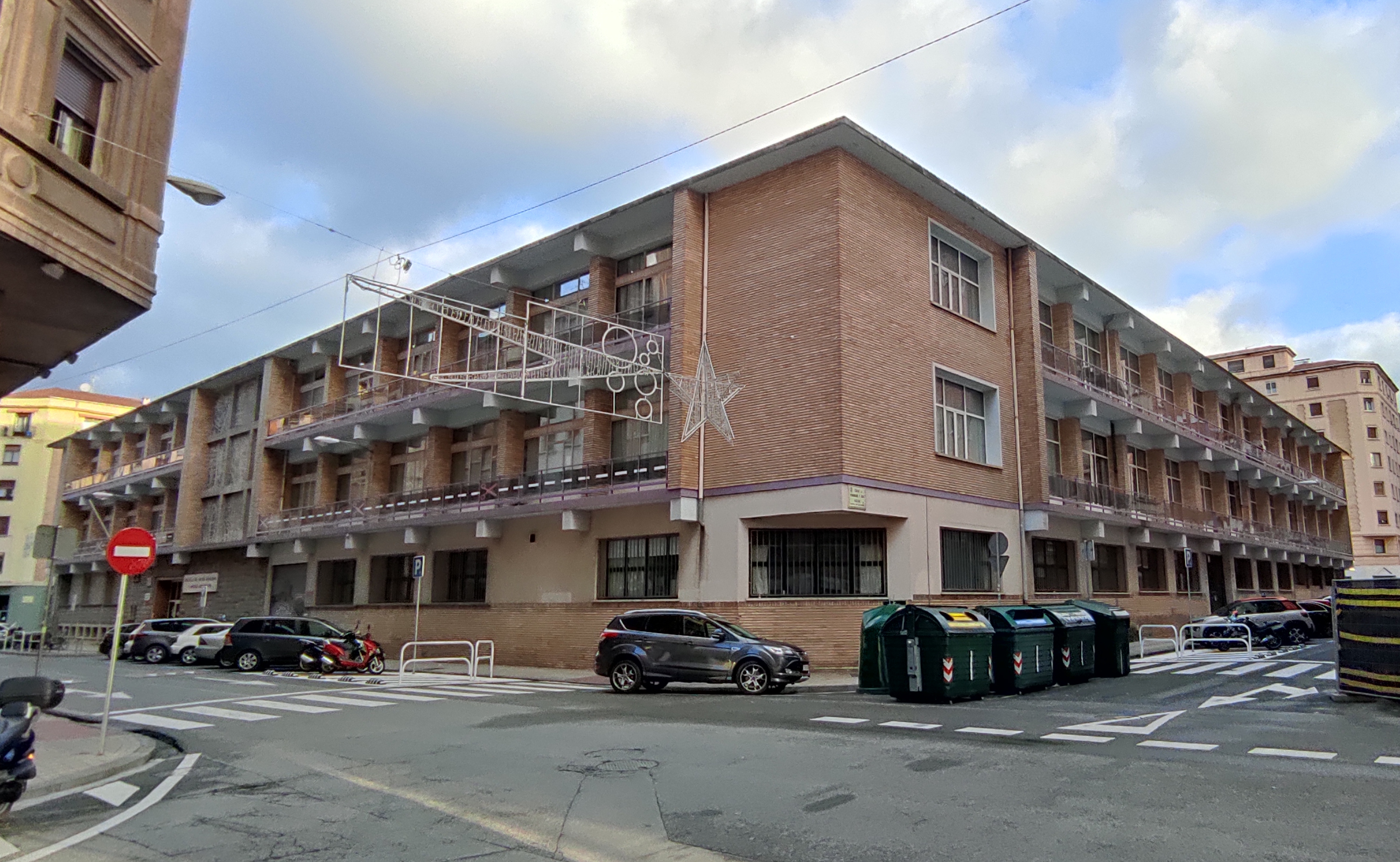
Escuela de Artes y Oficios de Pamplona, vista de fachadas a la calle Amaya (izquierda) y a la calle Iturralde y Suit (derecha)

## Historia

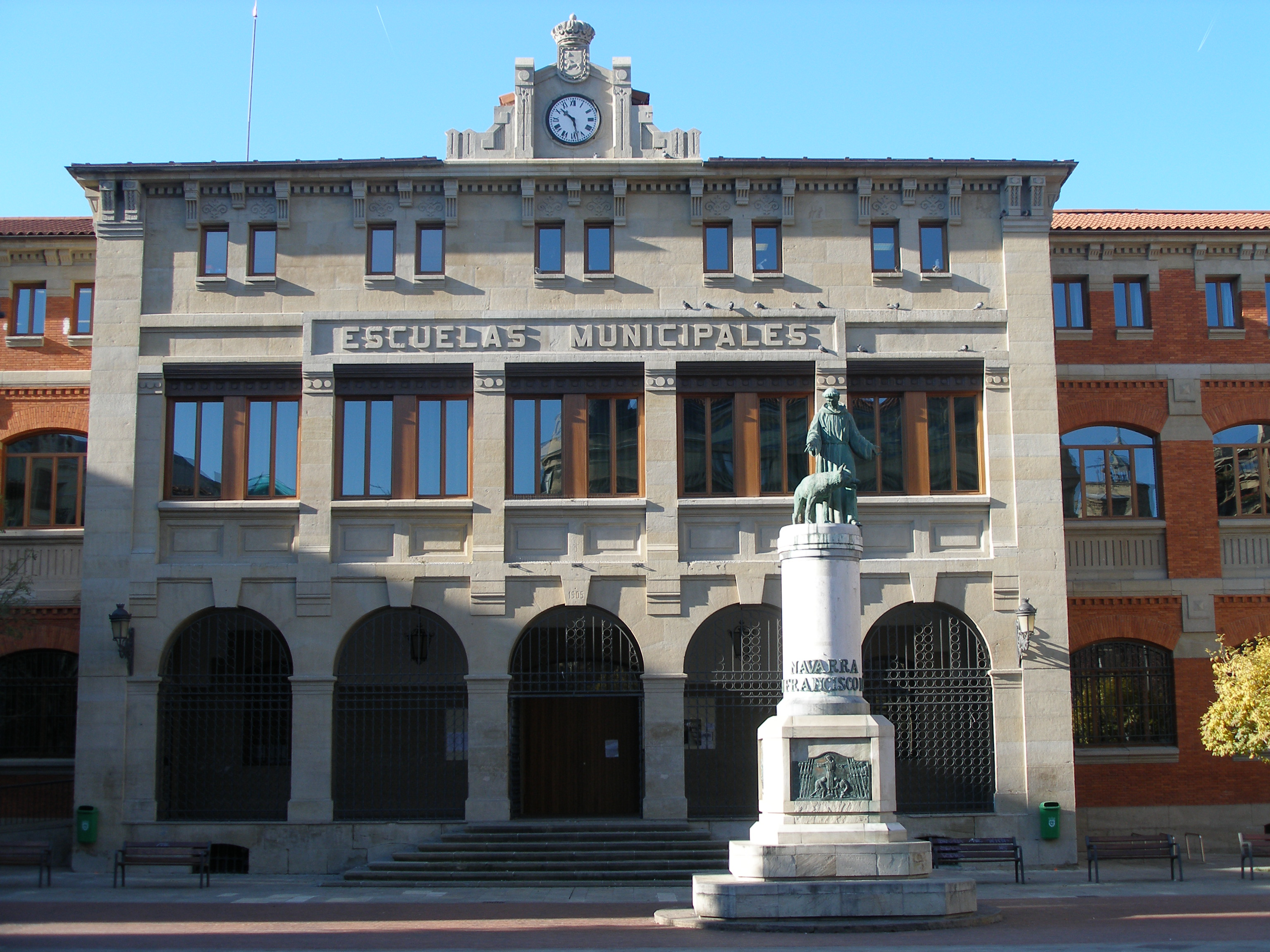
Escuelas de San Francisco, durante un tiempo, sede de las enseñanzas artísticas de Pamplona

### Antecedentes
Los primeros centros para la enseñanza de las artes se fundan en España a finales del siglo XVIII, de acuerdo con los ideales propugnados por la Ilustración. Estas nuevas escuelas van desplazando al sistema de formación gremial del Antiguo Régimen.
El 27 de noviembre de 1795, según la revista La Avalancha, las Cortes generales del reino de Navarra acordaron «establecer en Pamplona una Escuela de Dibujo» bajo la tutela de la Diputación y el Ayuntamiento de Pamplona. Sin embargo, el consistorio, que respondía el 10 de diciembre con su conformidad, no realizaría ninguna acción al respecto hasta 1828.
Juan Antonio Pagola -titulado por la Real Academia de San Fernando. Entre 1800-1806  comienza a impartir clases en un local de la plaza del Castillo. Fue una iniciativa privada que terminó por contar con apoyo del ayuntamiento, mediante un local, y de la Diputación del Reino, disponiendo una pensión anual para este maestro. Eran enseñanzas más dirigidas a maestros de obras y artesanos que de artistas.
El 6 de febrero de 1828 el Ayuntamiento de Pamplona pone en marcha una Escuela de Dibujo nombrando al profesor Miguel Sanz y Benito como su primer director. La inauguración oficial se realizó el 1 de octubre de ese año. El local donde se inician las clases estaba en la calle Mayor, 80. A la vez, la Diputación, por otro lado inaugura una cátedra de Matemáticas que compartía el mismo edificio. Luego en el antiguo convento de San Francisco. El programa pedagógico de la enseñanza de dibujo incluye la copia de estatua, elementos arquitectónicos y ornamentos.

Entre 1863 y 1872 se comienzan a implantar una serie de reformas en las enseñanzas de dibujo vigentes, introduciéndose nuevas asignaturas enfocadas hacia el aprendizaje de diversas disciplinas artesanales.

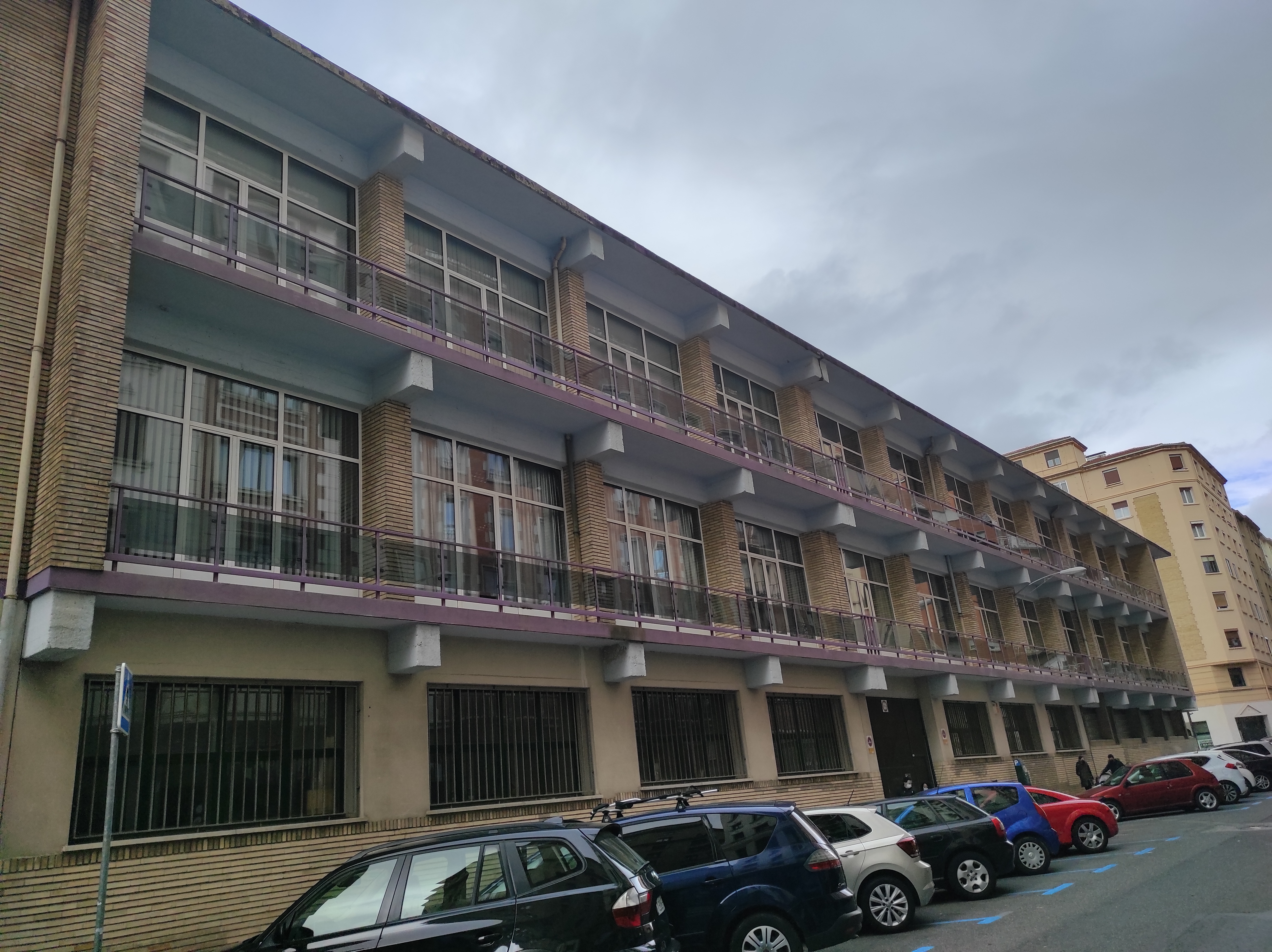
Fachada meridional (C/ Iturralde y Suit)

### Creación de la escuela
El 20 de enero de 1873 se inaugura la Escuela de Artes y Oficios, decisión tomada de acuerdo entre la Diputación Foral y el Ayuntamiento de Pamplona. Su primera sede fue el Instituto Provincial de Segunda Enseñanza de la calle Navarrería. Las asignaturas esenciales en la rama artística eran el Dibujo, la Talla, el Modelado y Vaciado, mientras que la Aritmética, la Geometría y la Delineación eran obligatorias sólo para los alumnos de Oficios.
Durante la década de 1890, ante el notable aumento del alumnado, la Escuela traslada su sede al edificio de la Alhóndiga. En estos años aumenta también el número de asignaturas impartidas, incluyendo el trabajo en madera, piedra, Carpintería, Cerrajería y Ebanistería, así como Corte y Confección en el caso de las alumnas. Con el nuevo siglo se añadió la enseñanza de teneduría de libros.
En 1896 fue nombrado director el arquitecto Florencio Ansoleaga.

### 1900 – 1972
En 1917 la Diputación Foral decide abandonar la tutela y subvención de la Escuela por lo que pasa a depender exclusivamente del ayuntamiento. Manuel Ruiz de la Torre figura como director en estas fechas, así como Javier Guidoti y Ramón Huici como profesores de la misma.
El curso 1924-1925 este «centro de enseñanza para la clase obrera» tuvo un presupuesto de 11.280,70 pesetas sufragado completamente por las arcas municipales. El profesorado lo componían Enrique Zubiri, Fermín Istúriz Albístur, Ponciano García, José Martón, Javier Guidoti, Ramón Huici, Millán Mendía y Julia Uría siendo el director Manuel Ruiz de la Torre.
Para finales de los años 1920 se oficializa la plantilla de profesores, al imponerse la vía de oposición para acceder a las plazas docentes. El nuevo Reglamento redactado en esta época hizo obligatorias las prácticas de un año en talleres y negocios de la ciudad, en todas las secciones. 
En los años 1930 el crecimiento del alumnado llevó a ampliar el edificio existente. Las secciones de mayor proyección social en el momento eran las de Mecánica e Industria. A partir de 1941, bajo el título genérico de «Feria de Arte», comenzaron a organizarse exposiciones anuales de trabajos de alumnos de la Escuela y de artistas locales. En 1943 se produjo una nueva reorganización del centro. Las enseñanzas quedaron divididas en cuatro secciones: Industrial (Construcción y Mecánica), Comercial, Artística y Enseñanzas de la mujer.
Durante la década de los 1960 la escuela se traslada nuevamente a San Francisco, al derribarse el edificio de la Alhóndiga. Aquí se llevaron a cabo las enseñanzas de Idiomas, Contabilidad y Dibujo técnico, mientras que el resto de las clases, dada la falta de espacio, fueron impartidas en las Escuelas de la calle Compañía.
En 1969, según un decreto de 28 de mayo, el centro pasó a denominarse Escuela Municipal de Artes aplicadas y Oficios artísticos, con carácter estatal.

Ente 1969–1972 se construye un nuevo edificio como sede de la Escuela en el Segundo Ensanche de Pamplona. En 1972 se inaugura como sede definitiva.

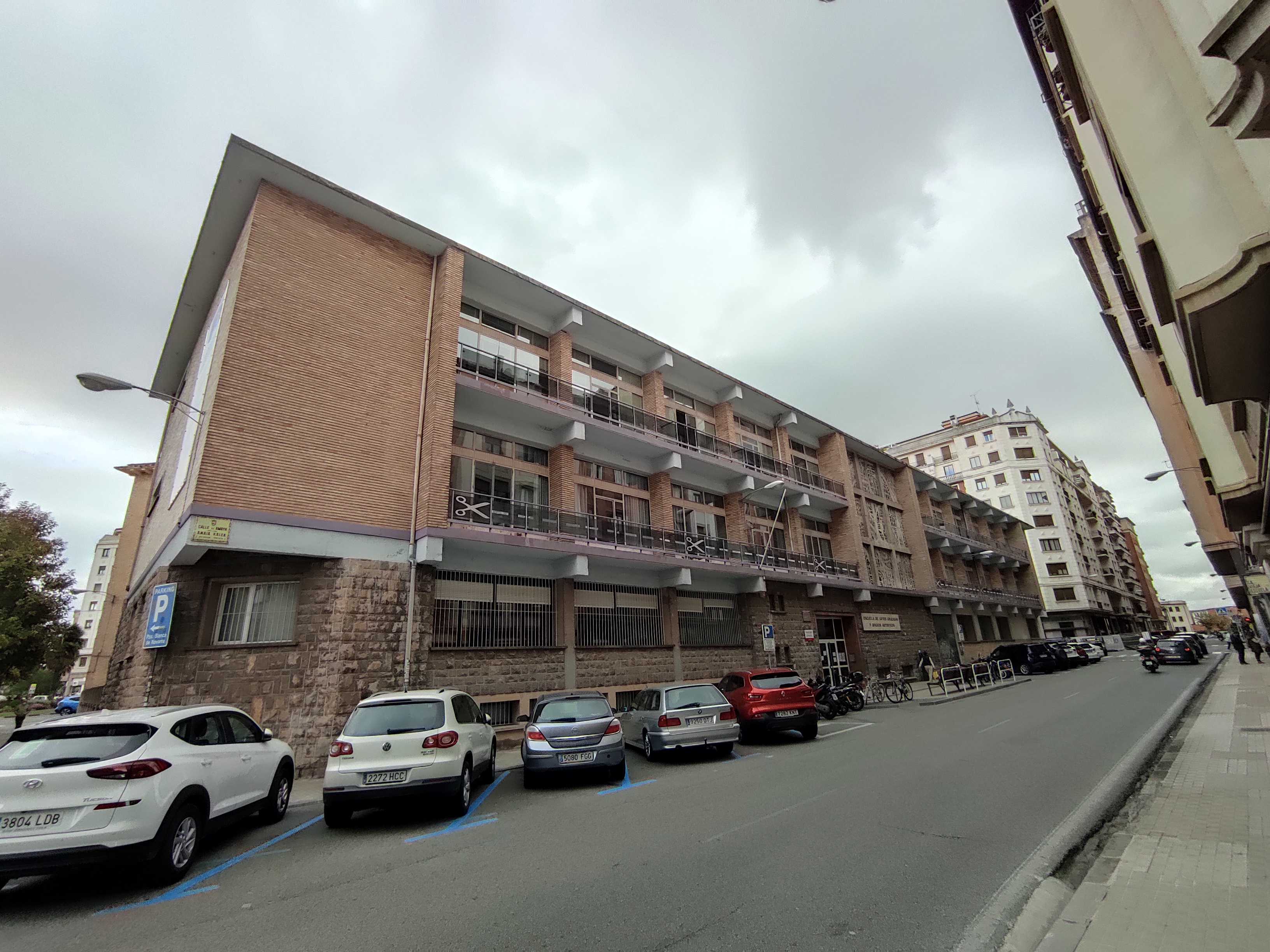
Fachada principal de la actual sede a la calle Amaya de Pamplona

### 1980 – actualidad
Instalada en la nueva sede, se establece como Plan de Estudios de 1963. Se imparten las Especialidades de Cerámica y Decoración, cursándose cinco años de cada una de ellas. La implantación completa de estos cinco cursos se completa en 1975, año en que se realiza la primera reválida. Continúan los cursos monográficos de Dibujo, Pintura y Decoración del hogar, dependientes del Ayuntamiento de Pamplona.

## Profesores y directores
Entre la relación de profesores así como de directores y responsables de esta institución, reseñar brevemente a algunos:
- Eduardo Carceller García (su primer director 1874-1895).
- Miguel Sanz Benito (su primer profesor).
- Mariano Sanz Tarazona
- Prudencio Pueyo
- Bienvenido Brú Cordoner
- Millán Mendía Azpilicueta
- Miguel Pérez Torres
- Leocadio Muro Urriza
- Enrique Zubiri Gortari, Manezaundi
- Gerardo Sacristán Torralba
- José María Ascunce
- Salvador Beunza
- Isabel Baquedano
- Rafael Huerta
- Fernando Redón
- Juan José Aquerreta
- Isidro López Murias